# Museu Municipal de Arte
O Museu Municipal de Arte de Curitiba (MuMA) foi inaugurado em 5 de maio de 1988, a partir da coleção de obras de arte e arte popular doada ao município pelo artista plástico Poty Lazzarotto, e se chamava Centro Cultural Portão. Anos depois, teve seu nome mudado para Museu Municipal de Arte. Está situado no complexo portão cultural na Av. República Argentina, no Bairro Portão. Entre as obras expostas no museu se encontram trabalhos dos artistas Pancetti, Picasso, Guignard, Di Cavalcanti, Portinari e outros.